# Heidi

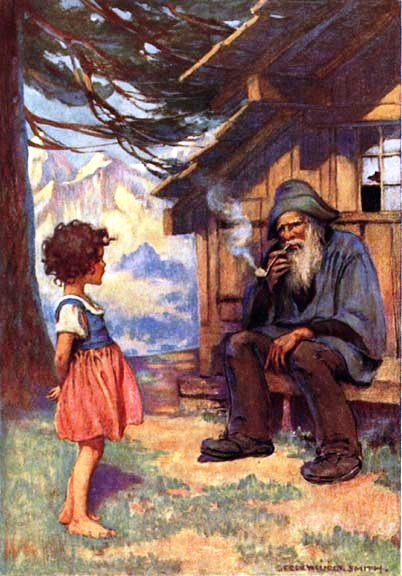
Heidi con su abuelo, dibujo de Jessie Willcox Smith, 1922.

Heidi es un libro infantil de 1880 de la escritora suiza Johanna Spyri. Recibe el nombre del personaje protagonista de la historia, Heidi, una pequeña niña que vive en los Alpes suizos, cerca de la frontera con Austria.
Heidi ha dado fama internacional a Spyri, siendo uno de los libros más leídos de la literatura suiza en el mundo. Lleno de inocencia, resalta los valores humanos y el amor hacia la naturaleza.
Originalmente Spyri creó la obra en dos partes: Heidi, en 1880, y De nuevo Heidi, en 1881. A partir de 1885 las siguientes ediciones unieron las dos novelas en un solo tomo, y así es como se conoce la historia en todo el mundo, ya que las traducciones se basaron en la novela unificada.
Durante mucho tiempo,  dado que no se conocía mucho acerca de la vida de Spyri, se asoció al personaje de Heidi con la infancia de la autora, la cual en verdad se había inspirado en sus propias vivencias infantiles para la creación de la protagonista de su novela. Heidi constituye, no obstante, el estereotipo de la aldeana suiza de finales del siglo XIX y un ícono cultural de su país.

## Trama

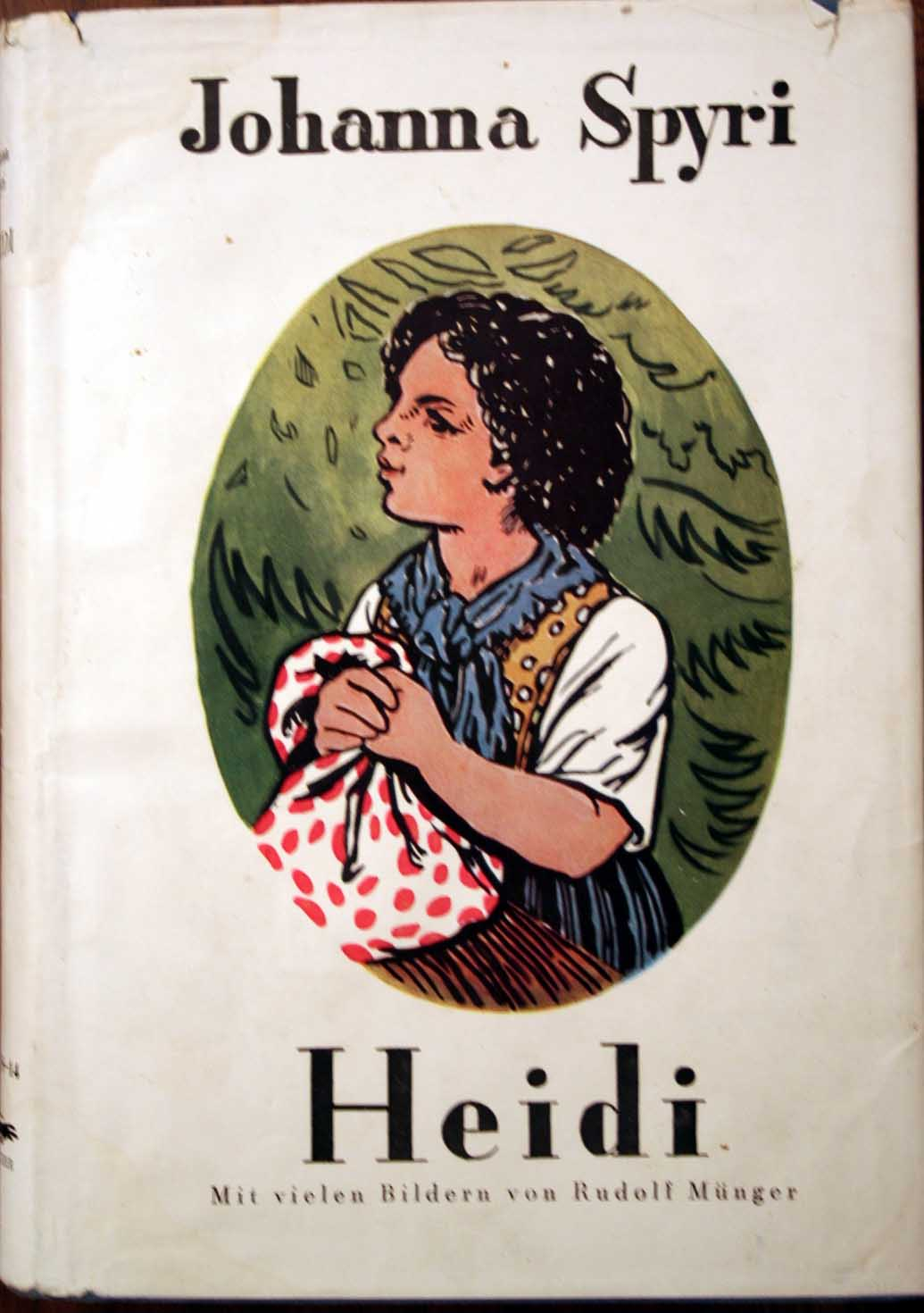
Portada del libro.

Heidi es una niña suiza huérfana cuyo nombre real es como el de su madre, Adelheid [Adelaida], de donde proviene su sobrenombre abreviado de Heidi. Queda al cuidado de su joven tía Dete, que trabaja en un hotel de Bad Ragaz. Apenas la mujer encuentra una buena oportunidad de trabajo en Fráncfort, Alemania, lleva a la niña desde Ragaz a vivir a su aldea natal de Dörfli (literalmente en dialecto suizo alemán, “pueblito”), en la comuna suiza de Maienfeld con su abuelo, a quien no conoce, y a quien los habitantes llaman "El Viejo de los Alpes", por ser casi un ermitaño.
Heidi es cautivada por la vida en los Alpes, donde tiene un contacto directo con la naturaleza. Ahí conoce a Pedro, un chico que se encarga de pastorear a las cabras de los aldeanos y que se convertirá en el mejor amigo y compañero de aventuras de la pequeña. Heidi pasa tres inviernos en las montañas viviendo felizmente, aunque alejada de la sociedad, pues su abuelo se niega a que acuda al colegio. La pequeña entabla, sin embargo, una gran amistad con la abuela y la madre de Pedro.
Más allá de esto, Heidi se aleja de las montañas impulsada por su tía, quien la había hecho contratar para hacer de damita de compañía de una niña inválida en Alemania, llamada Clara Sesemann. Clara pertenece a una de las familias más importantes de Fráncfort pero vive recluida, únicamente acompañada por la servidumbre y por la señorita Rottenmeier, su institutriz, ya que el padre de Clara permanece poco tiempo en la ciudad por motivos de negocios y la abuela, aunque visita a su nieta de vez en cuando, vive en Holstein. El encierro y la rigidez en la educación terminan por deprimir a Heidi, pero crea fuertes lazos de amistad con Clara y su familia. El padre de Clara, consciente de la depresión de Heidi, decide enviarla de regreso a los Alpes suizos.
Un año después de terminada la primera novela apareció la segunda parte, De nuevo Heidi. Poco tiempo después de la partida de su amiga, Clara acude a visitarla a los Alpes, donde, en medio de los bellos paisajes y rodeada por el cariño del abuelo, de Pedro y de Heidi, consigue caminar, cambiando su vida por completo.

### Capítulos del libro

#### Heidi
- Camino de los Alpes.

- En casa del abuelo.

- En los pastos de alta montaña.

- En casa de la abuela.

- Una visita y luego otra que tiene graves consecuencias.

- Nuevo capítulo y nuevas cosas.

- La señorita Rottenmeier tiene un día agitado.

- Hay cierta confusión en la casa Sesemann.

- El señor Sesemann se entera de cosas sorprendentes.

- La abuela de Clara.

- Heidi pierde por un lado y gana por otro.

- Fantasmas en la casa Sesemann.

- Un atardecer de verano en los Alpes.

- El domingo, cuando suenan las campanas.

#### De nuevo Heidi / Otra vez Heidi
- Preparativos de viaje.

- Una visita a los Alpes.

- Una compensación.

- Un invierno en Dörfli.

- Continúa el invierno.

- Los amigos de Fráncfort se ponen en camino.

- Cómo transcurre la vida en los Alpes.

- Una sorpresa tras otra.

- Adiós, pero… hasta la vuelta.[9]

## Versiones basadas en el libro

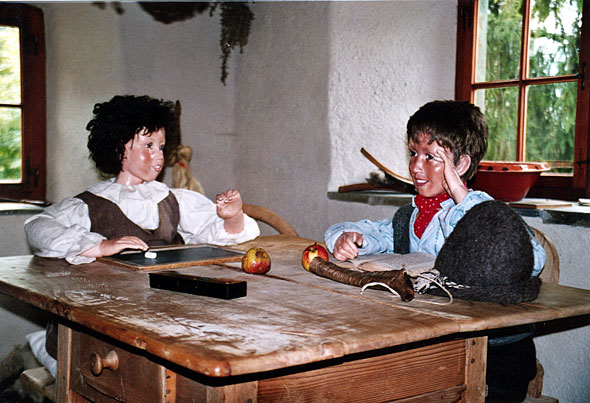
Imágenes de Heidi y Pedro en Maienfeld.

La historia ha tenido adaptaciones en películas y series de televisión, incluyendo cerca de 20 producciones. En cine, existen 10 películas, principalmente de producción estadounidense o de países de lengua alemana. En Hollywood se realizó una famosa película en 1937, donde la protagonista es interpretada por Shirley Temple.
La primera versión en dibujos animados fue la serie japonesa de televisión Heidi (アルプスの少女ハイジ?), de 1974, y ha sido la de mayor difusión, fama y aceptación. La serie contó con una película piloto realizada ese mismo año y titulada "Heidi en las montañas". Adicionalmente existen varias películas en dibujos animados incluyendo un largometraje de la productora Hanna-Barbera de 1982 titulado El mundo maravilloso de Heidi (Heidi's song en su título original) y una serie de imagen real suizo alemana de 1978 que constó de una temporada con 26 episodios, protagonizada por Katia Polletin.
También existen obras teatrales  y un drama musical. Varias colecciones de historietas y series televisivas completan la larga lista de obras basadas en el libro original de Johanna Spyri.
En 2015 se produjeron un film de origen alemán dirigido por Alain Gsponer bastante fiel a la obra de Spyri, protagonizado por la joven actriz Anuk Steffen y una nueva serie de dibujos animados en formato 3D remake del animé de 1974, aunque con una considerable dosis menor de dramatismo y que incluye nuevos personajes que no estaban presentes en la novela, pudiéndose considerar a esta serie como una versión libre del personaje.

## Otras historias de Heidi
Años después, el traductor al idioma francés, Charles Tritten, escribió nuevas historias para la editorial Flammarion: Heidi y Pedro (1936) (también conocida como Heidi y Peter o Heidi crece), en la que se cuenta las experiencias de Heidi como maestra de escuela, y Los hijos de Heidi (1939), en la que Heidi deja de ser la protagonista. Las otras secuelas publicadas por Flammarion son Au pays de Heidi (1938) y Heidi grand'mère (1941) ambos escritos por Tritten, y Le sourire de Heidi (1955) de Nathalie Gala.
La película Fuga en los Alpes (cuyo título original es Courage Mountain), protagonizada por Charlie Sheen y Juliette Caton, está ligeramente basada en la novela de Charles Tritten Heidi y Peter.

## Heidiland

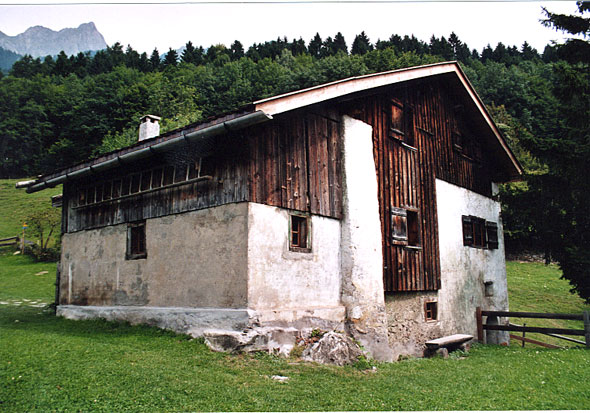
La Casa de Heidi, en Maienfeld.

La región de Heidiland, en la región de Landquart, en el cantón de los Grisones, es un destino turístico promocionado en Suiza, donde el visitante puede recorrer los paisajes en los que se desarrolla la ficticia historia de Heidi. La región se sitúa en plenos Alpes, cerca de la frontera de Liechtenstein y Austria e incluye Maienfeld, la ciudad más cercana del lugar donde Heidi vivía. En la actualidad es un destino muy visitado por turistas japoneses. En Maienfeld se encuentra La Casa de Heidi, una recreación de la cabaña del abuelo.

## En otros medios
Se han realizado alrededor de 30 producciones cinematográficas o televisivas basadas en la historia original. Las películas de Heidi fueron populares en todo el mundo, convirtiéndose en un gran éxito, y la serie animada japonesa se convirtió en un ícono en varios países alrededor del mundo. La única encarnación de la serie de televisión animada producida en Japón que llegó al idioma inglés fue una película compilatoria doblada de larga duración que usaba los episodios más importantes de la serie televisiva, lanzada en video en los Estados Unidos en 1985. Aunque el libro original describe a Heidi con cabello oscuro y rizado, generalmente se la representa como rubia.

### Producciones cinematográficas
1. 1937 - Heidi,  protagonizada por Shirley Temple en el papel de Heidi, con Jean Hersholt, Arthur Treacher, Helen Westley, Thomas Beck y Mary Nash.[26]
2. 1952 - Heidi, una película suizo alemán y alemán, dirigida por Luigi Comencini, protagonizada por Elsbeth Sigmund (filmada en locaciones en Suiza),[27]
3. 1954 - Frühlingslied, dirigida por Hans Albin, protagonizada por Elsbeth Sigmund. [28]
4. 1955 - Heidi and Peter, en 1955, dirigida por Franz Schnyder, también protagonizada por la Sra. Sigmund.[29]
5. 1955 - Heidi  se estrenó un musical de "Heidi" dentro de la serie Max Liebman Spectaculars, dirigida por Max Liebman. El guion fue escrito por Billy Friedberg y Neil Simon. La producción contó con un elenco destacado, incluyendo a Jeannie Carson, Natalie Wood, Wally Cox, Robert Clary, Elsa Lanchester, Jo Van Fleet, Richard Eastham y Lee Goodman.[30]
6. 1956 - Heidemarie S'Waisechind vo Engelberg, película austrica dirigida por Hermann Kugelstadt.[31]
7. 1958 - A Gift for Heidi, dirigida George TempletoncSandy Descher, Douglas Fowley, Van Dyke Parks, Peter Capell y Rolf Wanka  [32]
8. 1958 - Do Phool, una película dramática familiar en hindi dirigida por A. R. Kardar, protagonizada por Baby Naaz en el papel de Poornima (Heidi).[33]
9. 1965 - Heidi, una película austriaca de 1965, dirigida por Werner Jacobs.[34]
10. 1968 - Heidi, una película de televisión de 1968 protagonizada por Jennifer Edwards con Maximilian Schell y Michael Redgrave. Esta fue la versión que se hizo famosa por interrumpir un juego de fútbol americano que se transmitía el mismo día (17 de noviembre) en NBC. El juego entre los Oakland Raiders y los New York Jets fue cortado unos minutos antes de que terminara cuando parecía que los Jets iban a ganar. Sin embargo, después del corte, los Raiders remontaron y vencieron a los Jets, lo que hizo que los espectadores de la costa este perdieran la conclusión. Los canales de televisión mostraron el resultado final (Oakland ganando 43-32) durante la película, enfureciendo aún más a los aficionados al fútbol. Este incidente llevó a una política de no terminar la cobertura de ningún juego deportivo hasta después de su conclusión. El juego ha pasado a la historia del fútbol profesional como "El juego de Heidi" o "Heidi Bowl".[35]
11. 1974 - Heidi, una adaptación de la BBC de 1974 protagonizada por Emma Blake.[36]
12. 1978 - The New Adventures of Heidi, dirigida por Ralph Senensky.[37]
13. 1987 - Climb a Tall Mountain, una película cristiana de 1987 que utiliza a los personajes de la historia para ilustrar un mensaje sobre la importancia del amor y el perdón.[38]
14. 1990 - Courage Mountain, una película de aventuras y drama estadounidense de 1990 que sirve como secuela de la novela de Johanna Spyri Heidi, dirigida por Christopher Leitch protagonizada por Juliette Caton y Charlie Sheen.[39]
15. 2001 - Heidi, del director Markus Imboden, Paolo Villaggio, Marianne Denicourt y Cornelia Gröschel como Heidi.[40]
16. 2005 - Heidi, una película de acción real británica de 2005 dirigida por Paul Marcus, protagonizada por la actriz infantil irlandesa Emma Bolger en el papel principal, junto a Max Von Sydow y Diana Rigg. [41]
17. 2009 - Heidi 4 Paws, una adaptación cómica del director Holly Goldberg Sloan que presenta perros parlantes con la voz de Meghan Strange como Heidi, y con Angela Lansbury, Richard Kind, Julian Sands.[42]
18. 2010 - Heidi, del director Lynn Moody con el reparto Mike Tremblay, Karol Garrison, Tom Stillings, Catherine Bancroft, Rosalie Pippin, Pam Dunphey, Andrea Bilderback, Luke Bilderback, Scott Carter, y Ruth Southwell. [43]
19. 2015 - Heidi - película austro alemana del director Alain Gsponer, con Anuk Steffen en el papel de Heidi, y con Anna Schinz, Lilian Naef, Bruno Ganz, y Peter Jecklin. [44]
20. 2017 - Heidi: Queen of the Mountain del director Bhavna Talwar, protagonizada por Samantha Allison, Tom Alter y Simon Peter Ancellon.[45]
21. 2022 - Mad Heidi, es una producción suiza, sobre Heidi, una montañesa suiza, es secuestrada por brutales tropas gubernamentales y debe defenderse y librar una guerra contra una maquinaria de odio alimentada por el queso. Una comedia dirigida por Johannes Hartmann y Sandro Klopfstein.[46]

### Series de televisión
1. 1978 - Heidi, una serie de televisión suizo-alemana de 1978 de 26 episodios, protagonizada por Katia Polletin como la protagonista, que fue doblada a varios idiomas, incluido el inglés.[47]
2. 1959 - Heidi, una serie de televisión de la BBC de seis partes de 1959 protagonizada por Sara O'Connor en el papel principal, con Mark Dignam como su abuelo y Lesley Judd como Klara.[48]
3. 1993 - Heidi, una miniserie de televisión estadounidense de dos partes de 1993, protagonizada por Noley Thornton como Heidi. Los coprotagonistas incluyeron a Jane Seymour como Miss Rottenmeier, Jason Robards como el Abuelo y Lexi Randall como Klara.[49]
4. 2008 - Heidi, 15, una serie de televisión suizo-franco-española-checa, ambientada en tiempos modernos, protagonizada por Élodie Bollée como una adolescente Heidi.[50]

### Películas animadas
1. 1982 - Heidi's Song, una película animada estadounidense de 1982 producida por Hanna-Barbera.[51]
2. 1995 - Heidi, una película animada de 1995.[52]
3. 2005 - Heidi, una película animada del director Alan Simpson, con las voces de Tajja Isen, Viktoria Brams, Jackie Burroughs, Juan Chioran, Corinne Conley, y Michael D'Ascenzo. [53]
4. 2024 - Heidi - To the rescue, película animada del director Toby Schwarz. [54]

### Series animadas
1. 1974 - Heidi, Girl of the Alps, una serie de anime japonesa de 1974 dirigida por Isao Takahata para Zuiyo Eizo (posteriormente, Nippon Animation), doblada a varios idiomas. Compilada en una película doblada al inglés titulada The Story of Heidi.[55]
2. 2015 - Heidi, un remake CGI de la serie de anime de 1974 desarrollado en 2015 por Studio 100 Animation, los creadores de La abeja Maya. [56]

### Grabaciones
1. 1968 - Heidi (Disneyland Storyteller Record), una adaptación de estilo de radio antigua de la historia por Disneyland Records, con música de Camarata, grabada en Londres y protagonizada por Brenda Dunnich, John Witty y presentando (al público estadounidense) a Ysanne Churchman como Heidi.[57]
2. 1980 - Heidi: La marveilleuse histoire d'une fille de la montagne (conjunto de 2 discos). Historia leída por la actriz Irène Vidy, canción temática de Heidi interpretada por Tony Schmitt. Milan Entertainment, un producto de Activ-Records, Altendorf, Schwyz Suiza, 1980. (SLP 77)[58]

## Sobre el anime
En la introducción de la serie de anime de 1974 se puede ver a Heidi bailando alegremente con su amigo Pedro. Al fondo, se puede observar a un grupo de aldeanos sosteniendo una bandera amarilla que tiene dibujada una cabra negra; esa bandera pertenece al cantón de Schaffhausen al norte de Suiza en la frontera con Alemania. Lo curioso es que la historia, de acuerdo con el libro, se desarrolla en el cantón de los Grisones (frontera con Austria y Liechtenstein), en el cual la bandera también contiene una cabra pero es totalmente diferente su diseño.
En el episodio 22 en el que Heidi sube a lo alto de la torre de una iglesia durante su estancia en Fráncfort con la esperanza de ver desde allí las montañas alpinas, la iglesia en cuestión es la iglesia de Santa Catalina, fácilmente identificable por su fachada, aunque en el libro no se especifica cuál es la iglesia a la que Heidi ingresa.